# تشيب غاناسي
تشيب غاناسي (بالإنجليزية: Chip Ganassi)‏ مواليد 24 مايو 1958 في بيتسبرغ، هو سائق فورملا 1 هندي.

## سباقات شارك فيها
- لو مان 24 ساعة
- بطولة العالم للسيارات الرياضية

## روابط خارجية
- تشيب غاناسي على موقع Racing-Reference.info (الإنجليزية)
- تشيب غاناسي على موقع DriverDB.com (الإنجليزية)